# Darwin Núñez
Darwin Gabriel Núñez Ribeiro (phát âm tiếng Tây Ban Nha: [ˈdaɾwĩn ˈnuɲes]; sinh ngày 24 tháng 6 năm 1999) là một cầu thủ bóng đá chuyên nghiệp người Uruguay hiện đang thi đấu ở vị trí tiền đạo cắm cho câu lạc bộ Saudi Pro League Al Hilal và đội tuyển bóng đá quốc gia Uruguay.
Núñez đến từ lò đào tạo trẻ của Peñarol, được đôn lên đội hình vào năm 2017. Tháng 8 năm 2019, anh gia nhập Almería tại Segunda División. Năm 2020, anh ký hợp đồng Benfica với giá chuyển nhượng kỷ lục câu lạc bộ trị có giá 24 triệu euro, bản hợp đồng này đắt giá nhất trong lịch sử bóng đá Bồ Đào Nha. Trong mùa giải thứ hai, anh đã giành được Bola de Prata cho danh hiệu Vua phá lưới tại Primeira Liga với 26 bàn sau 28 trận. Liverpool đã ký hợp đồng với cầu thủ này vào năm 2022 với giá 64 triệu bảng, con số này có thể tăng lên 85 triệu bảng.
Sau khi đại diện cho Uruguay ở các cấp độ trẻ khác nhau, Núñez được gọi lên đội tuyển quốc gia lần đầu vào tháng 10 năm 2019. Anh đã ghi bàn trong trận ra mắt quốc tế trước đội tuyển Peru. Sau khi bỏ lỡ Copa America 2021 vì dính chấn thương, đại diện cho đất nước của mình tham dự FIFA World Cup 2022 và Copa America 2024, nơi anh cùng với các đồng đội của mình giành hạng ba chung cuộc sau giải đấu.

## Đầu đời
Núñez sinh ra ở Artigas trong một gia đình nghèo khó, trong đó cha anh là Bibiano Núñez là thợ xây và mẹ anh là Silvia Ribeiro là người bán hàng rong bình sữa. Anh chơi cho các câu lạc bộ địa phương La Luz và San Miguel trước khi được cựu tuyển thủ Uruguay José Perdomo chiêu mộ ở tuổi 14 , và sau đó tự mình chuyển đến thủ đô Montevideo để gia nhập đội bóng của Peñarol.
Vật lộn với nỗi nhớ nhà, Núñez trở về quê hương để dành thời gian cho gia đình và quay trở lại Peñarol một năm sau đó. Năm 17 tuổi, anh bị chấn thương dây chằng chéo trước khiến anh phải nghỉ thi đấu hơn một năm và phải phẫu thuật hai lần. Trong khi anh ấy bị thương, anh trai Junior của anh ấy đã rời câu lạc bộ và từ bỏ bóng đá để chu cấp cho gia đình, nói với anh ấy rằng "anh phù hợp hơn em".

## Sự nghiệp câu lạc bộ

### Peñarol
Anh có trận ra mắt câu lạc bộ đầu tiên tại Giải vô địch quốc gia Uruguay vào ngày 22 tháng 11 năm 2017, khi vào sân thay cho Peñarol ở hiệp hai thay cho Maxi Rodríguez rong trận thua 2-1 trên sân khách trước River Plate Montevideo. Tháng sau, anh phải phẫu thuật đầu gối lần thứ hai.
Núñez ghi bàn thắng chuyên nghiệp đầu tiên ngày 13 tháng 10 năm 2018, ghi bàn mở tỷ số trong trận thua 2-0 trên sân nhà trước Fénix. Ngày 14 tháng 7 năm 2019, anh ghi một Hat-trick trong trận định tuyến 4–0 trước Boston River.

### Almería
Vào ngày 29 tháng 8 năm 2019, câu lạc bộ Almería của Tây Ban Nha thông báo việc ký hợp đồng với Núñez có thời hạn 5 năm, với mức phí kỷ lục câu lạc bộ được đồn đại là 4,5 triệu đô la mỹ cộng thêm với 1,5 triệu đô la Mỹ phụ phí . Anh có trận ra mắt vào ngày 3 tháng 10 với tư cách là người vào thay người trong hiệp một trong trận thua 4–2 trước Sporting de Gijón .
Vào ngày 27 tháng 10 năm 2019, lần đầu tiên ra sân, Núñez đã ghi bàn thắng đầu tiên cho câu lạc bộ mới của anh ấy trong chiến thắng 3–2 trên sân nhà trước Extremadura bằng một quả phạt đền .  Anh kết thúc mùa giải duy nhất tại  Power Horse với tư cách là vua phá lưới thứ tư của giải đấu với 16 bàn thắng, dẫn đầu trước Cristhian Stuani.

### Benfica

#### 2020–21: Chuyển sang Benfica
Vào ngày 4 tháng 9 năm 2020, Núñez ký hợp đồng 5 năm với câu lạc bộ Benfica của Bồ Đào Nha, với mức phí kỷ lục của câu lạc bộ là 24 triệu euro cho cầu thủ này. Đây cũng là vụ chuyển nhượng lớn nhất của Almeria và Segunda División, với câu lạc bộ cũng nhận được 20% tiền chuyển nhượng trong tương lai. Sau 11 ngày, anh có trận ra mắt câu lạc bộ trong trận thua 2-1 trước PAOK ở vòng sơ loại thứ ba UEFA Champions League 2020–21, thay cho Rio Ave ở phút 65 của trận đấu. Bốn ngày sau, anh ghi bàn thắng đầu tiên tại Primeira Liga  trong chiến thắng 2–0 trên sân nhà trước B SAD.
Ngày 3 tháng 12, sau 3 tuần nghỉ thi đấu vì nhiễm COVID-19, anh trở lại thi đấu trong trận đấu gặp Lech Poznań ở vòng bảng UEFA Europa League, ghi bàn thắng thứ hai cho Benfica trong chiến thắng 4–0 trên sân nhà. Anh đã phải vật lộn trong suốt mùa giải với ảnh hưởng của virus và các chấn thương khác nhau, và không ghi bàn trong 4 tháng.  Anh đã ghi 6 bàn thắng ở giải đấu và cung cấp 10 kiến tạo - tốt thứ hai trong giải đấu - giúp Benfica cán đích ở vị trí thứ ba và giành quyền vào vòng sơ loại thứ ba UEFA Champions League.

#### 2021–22: Vua phá lưới giải đấu và giành giải vua phá lưới Bola de Prata

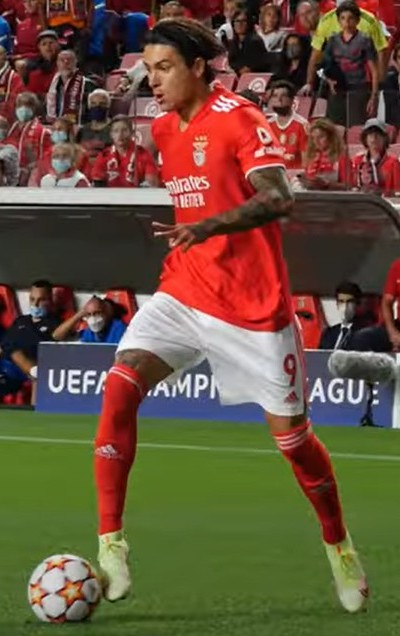
Núñez lúc còn chơi cho Benfica vào năm 2021

Vào tháng 5 năm 2021, Núñez đã trải qua cuộc phẫu thuật do chấn thương ở đầu gối phải, buộc anh phải bỏ lỡ những tháng đầu tiên của mùa giải mới của Benfica.  Anh đã trở lại sau chấn thương vào ngày 21 tháng 8, thay cho Everton ở phút 72, trong chiến thắng 2–0 trước Gil Vicente, anh đã bị phạt thẻ trong quá trình này. Sau cú đúp vào lưới Santa Clara và Boavista ở Primeira Liga, anh được vinh danh là Cầu thủ xuất sắc nhất và tiền đạo trong tháng 9. Vào ngày 29 tháng 9, anh ghi hai bàn thắng đầu tiên tại UEFA Champions League trong chiến thắng 3–0 trên sân nhà trước Barcelona, và được mệnh danh là cầu thủ hay nhất trận đấu.
Vào ngày 27 tháng 11, anh ghi hat-trick đầu tiên của mình trong giải đấu khi đội của anh kết thúc hiệp một với tỷ số 7–0 trước B-SAD, mặc dù trận đấu đã bị bỏ dở sớm trong hiệp hai do không đủ cầu thủ trên chủ nhà bị ảnh hưởng bởi dịch COVID19; vào ngày 12 tháng 12, anh ghi thêm một cú ăn ba nữa trước Famalicão trong chiến thắng 4–1 trên sân khách, trở thành cầu thủ thứ bảy trong giải đấu ghi được hat-trick liên tiếp.  Ba ngày sau, anh ấy ghi hai bàn trong chiến thắng 3–0 trên sân nhà trước Sporting CP để đưa đội bóng của anh ấy vào bán kết Taça da Liga 2021–22, trong khi anh đang thi đấu quốc tế cho Uruguay, Benfica đã bị đánh bại 2-1 bởi Sporting CP trong trận chung kết.
Vào ngày 27 tháng 2, Núñez ghi bàn thắng thứ 20 ở giải đấu cho Benfica trong nhiều trận đấu nhất, trong chiến thắng 3–0 trên sân nhà trước Vitória S.C.. Vào ngày 15 tháng 3, trong trận lượt về vòng 16 đội Champions League, anh ghi bàn thắng duy nhất trong chiến thắng trên sân khách trước Ajax, qua đó giành chiến thắng chung cuộc 3–2. Ngày 9 tháng 4, anh ghi hat-trick thứ ba trong mùa giải trong chiến thắng 3-1 trước B-SAD, nâng tổng số bàn thắng của anh trong mùa giải lên 31 bàn.  Anh ghi hai bàn vào lưới Liverpool tại UEFA Champions League 2021–22 tứ kết: một ở lượt đi và trận còn lại ở lượt về, trong khi câu lạc bộ của anh bị loại với tỷ số 6–4. Bàn thắng thứ sáu của anh ấy trong chiến dịch đã giúp anh ấy trở thành cầu thủ ghi bàn hàng đầu mọi thời đại của Benfica trong lịch sử Champions League hiện đại, vượt qua kỷ lục 5 bàn thắng của Nuno Gomes được thiết lập trong mùa giải 1998–99.
Vào ngày 17 tháng 4, anh ghi một bàn thắng và kiến tạo để đánh bại đội chủ nhà với Sporting tỷ số 2–0 trong trận Derby de Lisboa,, được mệnh danh là cầu thủ xuất sắc nhất trận đấu. Trong trận đấu cuối cùng của anh cho câu lạc bộ, vào ngày 7 tháng 5, Núñez đã ghi một bàn thắng bị loại bỏ bởi VAR trong trận thua 0–0 trên sân nhà của O Clássico trước Porto, khi họ giành chức vô địch giải đấu. Anh kết thúc mùa giải với 26 bàn thắng sau 28 trận tại giải đấu, được trao giải Bola de Prata với tư cách là vua phá lưới Primeira Liga, được bầu chọn cầu thủ xuất sắc nhất năm của mùa giải.

### Liverpool
Vào ngày 13 tháng 6 năm 2022, Benfica đã đạt được thỏa thuận với câu lạc bộ Liverpool tại Premier League về việc chuyển nhượng Núñez với mức phí 75 triệu euro cộng với 25 triệu euro tiền phụ cấp. Ngày hôm sau, câu lạc bộ xác nhận thỏa thuận, với giá 64 triệu bảng, với các tiện ích bổ sung có khả năng tính phí tổng thể lên tới 85 triệu bảng vào một ngày sau đó, biến anh trở thành cầu thủ kỷ lục chuyển nhượng của Liverpool.

#### 2022-23: Mùa giải đầu tiên đáng thất vọng

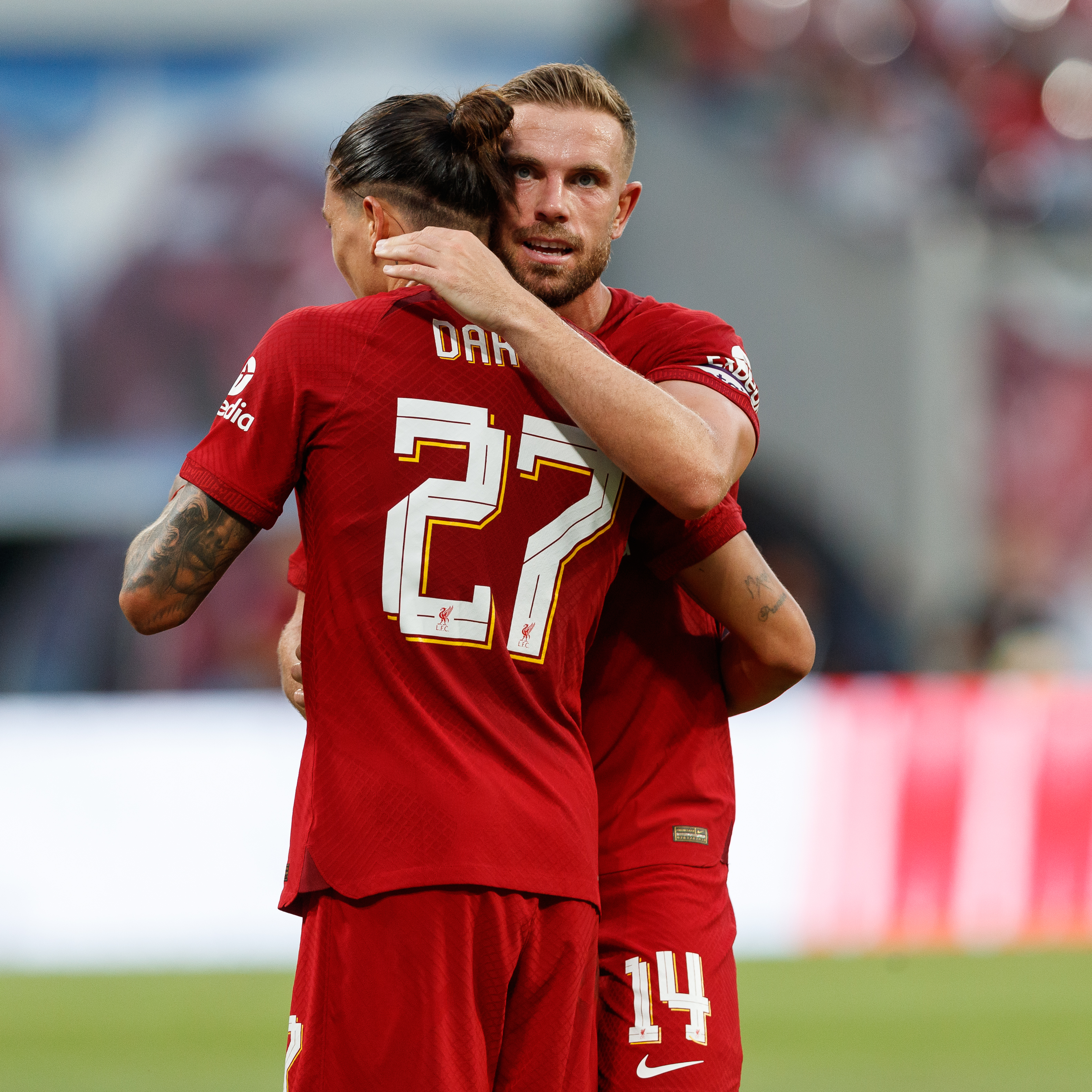
Darwin Núñez trong trận giao hữu Liverpool thắng 5-0 trước RB Leipzig.

Ngày 30 tháng 7, Núñez có trận ra mắt Liverpool trong chiến thắng 3–1 của câu lạc bộ trước Manchester City tại Siêu cúp Anh tại Sân vận động King Power. Anh đã giành được một quả phạt đền, được chuyển đổi bởi Mohamed Salah, và ghi bàn thắng đầu tiên cho câu lạc bộ bằng một cú đánh đầu cận thành ở phút thứ tư kết thúc trận đấu. Ngày 6 tháng 8, anh ghi bàn thắng đầu tiên ở giải đấu cho Liverpool trong trận đấu đầu tiên tại Premier League gặp Fulham, nhưng kết quả là một trận hòa. Trận đấu sau đó, anh đã bị đuổi khỏi sân vì hành vi bạo lực trong trận hòa 1-1 trên sân nhà trước Crystal Palace, khi húc đầu vào ngực cầu thủ Joachim Andersen. Vào ngày 12 tháng 10, Núñez ghi bàn thắng đầu tiên tại Champions League cho Liverpool trong chiến thắng 7–1 trên sân khách trước Rangers. Kết thúc mùa giải, anh gây thất vọng khi thi đấu nhạt nhòa cả mùa giải và liên tục bỏ lỡ cơ hội đáng tiếc và khó tin. Núñez gây thất vọng bao nhiêu thì Liverpool cũng thi đấu tệ bạc bấy nhiêu, họ về thứ 5 tại Ngoại Hạng Anh và loại ngay tại vòng vòng 16 đội trước Real Madrid và chấp nhận trắng tay mùa đó.

#### 2023-24: Thích nghi với môi trường nước Anh
Tại mùa giải 2023-24, Núñez thi đấu tốt trong chuyến du đấu hè trước thềm mùa giải của Liverpool với hàng loạt bàn thắng đem về chiến thắng cho đội bóng.
Dù không có màn thể hiện tốt tại những vòng đấu đầu tiên tại Premier League mùa giải 2023-24 nhưng khi cần Núñez vẫn tỏa sáng đúng lúc như trong trận gặp Newcastle tại vòng 3 Ngoại Hạng Anh, chính Núñez đã ghi 2 bàn thắng quý như vàng ở các phút 81 và 90+3 để lội ngược dòng 2-1 giúp The Kop đem về 3 điểm quý giá.

## Sự nghiệp quốc tế

### Đội trẻ
Năm 2019 đánh dấu bước chuyển mình mạnh mẽ của Darwin Nunez. Anh chỉ đóng vai trò tiền đạo dự bị tại Penarol trong quãng thời gian trước đó, thế nhưng lại là chân sút chủ lực trong thành phần U20 Uruguay tham dự Giải vô địch bóng đá U-20 thế giới 2019 . 2 bàn thắng đẳng cấp vào lưới U20 Na Uy và U20 New Zealand .

### Đội tuyển quốc gia

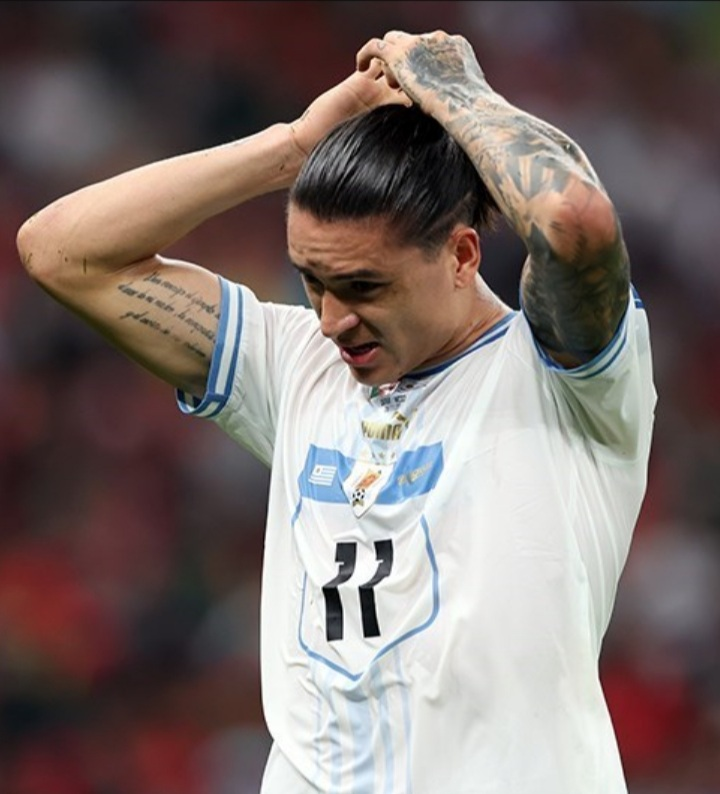
Núñez trong trận đấu vòng bảng với Bồ Đào Nha tại World Cup 2022

Sau khi đại diện cho Uruguay ở các cấp độ trẻ khác nhau, Núñez được gọi lên đội tuyển quốc gia lần đầu vào tháng 10 năm 2019. Anh đã ghi bàn trong trận ra mắt quốc tế trước Peru.
Bị chấn thương ở đầu gối phải nên Darwin Núñez buộc phải nghỉ thi đấu tại Copa America 2021.
Vào năm 2022, Núñez được đưa vào đội hình tham dự World Cup 2022 cho Uruguay, đội cũng có những người như Luis Suarez , Edinson Cavani và Federico Valverde. Mặc dù có màn trình diễn ấn tượng nhưng Uruguay đã bất ngờ bị loại ở vòng bảng của giải đấu sau khi Hàn Quốc đánh bại Bồ Đào Nha 2-1 ở trận đấu cùng giờ.

## Đời tư
Núñez và người bạn đời Lorena Mañas thông báo về sự ra đời của đứa con đầu lòng của họ, một cậu con trai cũng tên là Darwin, vào tháng 1 năm 2022. Ngoài tiếng mẹ đẻ là tiếng Tây Ban Nha , Núñez còn nói được tiếng Bồ Đào Nha, hiện tại anh đang học tiếng Anh tại Liverpool  .

## Phong cách chơi
Núñez là một cầu thủ thuận chân phải, anh ấy sở hữu một khung hình thể thao, khả năng tăng tốc và tốc độ chạy nước rút tuyệt vời là khía cạnh xác định của bộ kỹ năng thể thao của anh ấy, với sự thay đổi tốc độ bùng nổ của anh ấy có khả năng tạo ra sự tách biệt ngay lập tức.  Anh ấy cũng có nhận thức tốt, anh ấy quét không gian và đưa ra quyết định khi di chuyển liên quan đến bóng, khoảng trống, đồng đội và đối thủ.  Núñez là một tiền đạo đột phá với khả năng di chuyển linh hoạt, có thể thực hiện các đợt phản công, thực hiện các chuyển động xung quanh vòng cấm và tấn công bóng bùng nổ. Anh ấy rất giỏi trong việc tấn công không gian mở và giỏi tạo ra những cú sút từ các tình huống khác nhau.Anh ấy cũng là một người sáng tạo đầy hứa hẹn xung quanh hộp và cũng có khả năng chơi ở vị trí tiền vệ cánh trái . Núñez thường chọn dựa vào vị trí thông minh và thời gian di chuyển giữa các hậu vệ, đặc biệt trong việc tấn công khoảng trống giữa hậu vệ cánh và trung vệ ở hậu vệ cánh, ban đầu thường uốn éo bỏ chạy khỏi trung vệ trước khi di chuyển. trở lại nội địa. Anh ấy thường điều chỉnh động tác bằng chân của mình để tìm khoảng trống trong vòng cấm và anh ấy cũng sử dụng cơ thể của mình để tránh phạm lỗi, nhưng đủ mạnh để đến một quả tạt trước điểm đánh dấu của anh ấy.
Trong thời gian thi đấu tại Benfica, dưới thời Jorge Jesus và Nélson Veríssimo , Núñez đã chơi ở nhiều vị trí và hệ thống khác nhau. Anh ấy chơi như một tiền đạo và một tiền đạo cánh trái trong sơ đồ 4–4–2 và 3–4–3 , với những trách nhiệm trong những vai trò này, thay đổi các phương pháp tiếp cận cầm bóng hoặc phản công của Benfica trong các trận đấu. Khả năng di chuyển trong vòng cấm và tạo khoảng trống là một phần quan trọng trong trò chơi của anh ấy, đồng thời được hỗ trợ bởi sự hiện diện của một tiền đạo khác ( Haris Seferovic hoặc Gonçalo Ramos ), điều này giúp Núñez bỏ trống vị trí rộng của anh ấy để chiếm nhiều vị trí hơn. trong vòng cấm.

## Thống kê sự nghiệp
Tính đến ngày 19 tháng 5 năm 2024

### Câu lạc bộ
| Câu lạc bộ          | Mùa giải            | Giải đấu                   | Giải đấu | Giải đấu | Cúp quốc gia | Cúp quốc gia | Cúp liên đoàn | Cúp liên đoàn | Châu lục | Châu lục | Khác | Khác | Tổng | Tổng |
| Câu lạc bộ          | Mùa giải            | Hạng                       | Trận     | Bàn      | Trận         | Bàn          | Trận          | Bàn           | Trận     | Bàn      | Trận | Bàn  | Trận | Bàn  |
| ------------------- | ------------------- | -------------------------- | -------- | -------- | ------------ | ------------ | ------------- | ------------- | -------- | -------- | ---- | ---- | ---- | ---- |
| Peñarol             | 2017                | Uruguayan Primera División | 1        | 0        | —            | —            | —             | —             | 0        | 0        | 0    | 0    | 1    | 0    |
| Peñarol             | 2018                | Uruguayan Primera División | 10       | 1        | —            | —            | —             | —             | 2        | 0        | 1    | 0    | 13   | 1    |
| Peñarol             | 2019                | Uruguayan Primera División | 3        | 3        | —            | —            | —             | —             | 5        | 0        | 0    | 0    | 8    | 3    |
| Peñarol             | Tổng                | Tổng                       | 14       | 4        | 0            | 0            | 0             | 0             | 7        | 0        | 1    | 0    | 22   | 4    |
| Almería             | 2019–20             | Segunda División           | 30       | 16       | 0            | 0            | —             | —             | —        | —        | 2    | 0    | 32   | 16   |
| Benfica             | 2020–21             | Primeira Liga              | 29       | 6        | 4            | 3            | 2             | 0             | 8        | 5        | 1    | 0    | 44   | 14   |
| Benfica             | 2021–22             | Primeira Liga              | 28       | 26       | 2            | 0            | 1             | 2             | 10       | 6        | —    | —    | 41   | 34   |
| Benfica             | Tổng                | Tổng                       | 57       | 32       | 6            | 3            | 3             | 2             | 18       | 11       | 1    | 0    | 87   | 48   |
| Liverpool           | 2022–23             | Premier League             | 29       | 9        | 2            | 1            | 2             | 0             | 8        | 4        | 1    | 1    | 42   | 15   |
| Liverpool           | 2023–24             | Premier League             | 36       | 11       | 3            | 1            | 5             | 1             | 10       | 5        | —    | —    | 54   | 18   |
| Liverpool           | Tổng                | Tổng                       | 65       | 20       | 5            | 2            | 7             | 1             | 18       | 9        | 1    | 1    | 96   | 33   |
| Tổng cộng sự nghiệp | Tổng cộng sự nghiệp | Tổng cộng sự nghiệp        | 166      | 72       | 11           | 5            | 10            | 3             | 43       | 20       | 5    | 1    | 235  | 101  |

1. ↑  Includes Copa del Rey, Taça de Portugal, FA Cup
2. ↑  Includes Taça da Liga, EFL Cup
3. ↑  Ra sân tại Copa Sudamericana
4. ↑  Ra sân tại Uruguayan Primera División championship play-off
5. ↑  Ra sân tại Copa Libertadores
6. ↑  Ra sân tại Segunda División play-offs
7. ↑  1 lần ra sân tại UEFA Champions League, 7 lần ra sân và 5 bàn tại in UEFA Europa League
8. ↑  Ra sân tại Supertaça Cândido de Oliveira
9. 1 2  Ra sân tại UEFA Champions League
10. ↑  Ra sân tại Siêu cúp Anh
11. ↑  Ra sân tại UEFA Europa League

### Đội tuyển quốc gia
Tính đến ngày 13 tháng 7 năm 2024
| Đội tuyển quốc gia | Năm  | Trận | Bàn |
| ------------------ | ---- | ---- | --- |
| Uruguay            | 2019 | 1    | 1   |
| Uruguay            | 2020 | 3    | 1   |
| Uruguay            | 2021 | 2    | 0   |
| Uruguay            | 2022 | 10   | 1   |
| Uruguay            | 2023 | 6    | 5   |
| Uruguay            | 2024 | 7    | 5   |
| Tổng               | Tổng | 29   | 13  |

Tỷ số và kết quả liệt kê số bàn thắng của Uruguay trước tiên, cột điểm cho biết điểm số sau mỗi bàn thắng của Núñez.
| #  | Ngày                 | Địa điểm                                                     | Đối thủ   | Bàn thắng | Kết quả | Giải đấu                      |
| -- | -------------------- | ------------------------------------------------------------ | --------- | --------- | ------- | ----------------------------- |
| 1  | 16 tháng 10 năm 2019 | Sân vận động Quốc gia, Lima, Peru                            | Perú      | 1–1       | 1–1     | Giao hữu                      |
| 2  | 13 tháng 11 năm 2020 | Sân vận động đô thị Roberto Meléndez, Barranquilla, Colombia | Colombia  | 3–0       | 3–0     | Vòng loại FIFA World Cup 2022 |
| 3  | 27 tháng 9 năm 2022  | Tehelné pole, Bratislava, Slovakia                           | Canada    | 2–0       | 2–0     | Giao hữu                      |
| 4  | 12 tháng 10 năm 2023 | Sân vận động đô thị Roberto Meléndez, Barranquilla, Colombia | Colombia  | 2–2       | 2–2     | Vòng loại FIFA World Cup 2026 |
| 5  | 17 tháng 10 năm 2023 | Sân vận động Centenario, Montevideo, Uruguay                 | Brasil    | 1–0       | 2–0     | Vòng loại FIFA World Cup 2026 |
| 6  | 16 tháng 11 năm 2023 | Sân vận động La Bombonera, Buenos Aires, Argentina           | Argentina | 2–0       | 2–0     | Vòng loại FIFA World Cup 2026 |
| 7  | 21 tháng 11 năm 2023 | Sân vận động Centenario, Montevideo, Uruguay                 | Bolivia   | 1–0       | 3–0     | Vòng loại FIFA World Cup 2026 |
| 8  | 21 tháng 11 năm 2023 | Sân vận động Centenario, Montevideo, Uruguay                 | Bolivia   | 3–0       | 3–0     | Vòng loại FIFA World Cup 2026 |
| 9  | 5 tháng 6 năm 2024   | Empower Field at Mile High, Denver, Hoa Kỳ                   | México    | 1–0       | 4–0     | Giao hữu                      |
| 10 | 5 tháng 6 năm 2024   | Empower Field at Mile High, Denver, Hoa Kỳ                   | México    | 3–0       | 4–0     | Giao hữu                      |
| 11 | 5 tháng 6 năm 2024   | Empower Field at Mile High, Denver, Hoa Kỳ                   | México    | 4–0       | 4–0     | Giao hữu                      |
| 12 | 23 tháng 6 năm 2024  | Sân vận động Hard Rock, Miami Gardens, Hoa Kỳ                | Panamá    | 2–0       | 3–1     | Copa América 2024             |
| 13 | 27 tháng 6 năm 2024  | Sân vận động MetLife, East Rutherford, Hoa Kỳ                | Bolivia   | 2–0       | 5–0     | Copa América 2024             |

## Danh hiệu

### Câu lạc bộ

#### Peñarol
- Uruguayan Primera División: 2017, 2018

#### Liverpool
- Premier League: 2024–25
- EFL Cup: 2023–24
- FA Community Shield: 2022[40]

### Cá nhân
- Cosme Damião Awards – Cầu thủ xuất sắc nhất năm: 2021[55]
- Primeira Liga Tiền đạo xuất sắc nhất tháng: September 2021[56]
- Primeira Liga Player of the Month: September 2021
- SJPF Player of the Month: Tháng 4 năm 2022[57]
- Primeira Liga Top Scorer: 2021–22[36]
- CNID Footballer of the Year: 2022[58]